# Keith Briffa
Keith Raphael Briffa (Liverpool, 27 dicembre 1952 – Norwich, 29 ottobre 2017) è stato un climatologo britannico.

## Biografia
Figlio di un maltese emigrato in Inghilterra, Briffa ha studiato Scienze biologiche all'Università dell’Anglia Orientale, dove ha conseguito il Bachelor of Science nel 1974. Nel 1977 è entrato nella Climatic Research Unit della stessa università. Nel 1984 ha conseguito il Ph.D all'Università dell’Anglia Orientale. Briffa ha svolto l'intera carriera accademica nella Climatic Research Unit fino a diventare vice direttore durante la direzione di Phil Jones. Dopo il suo ritiro, Briffa è stato nominato professore emerito. Specialista in dendroclimatologia, si è occupato principalmente di ricerche sui cambiamenti climatici nel tardo Olocene, concentrando la sua attenzione sul nord dell'Europa e dell’Asia. Ha inoltre collaborato con altri ricercatori di varie nazioni per sviluppare serie di dati dagli anelli di accrescimento degli alberi del Canada, Fennoscandia e Siberia nord-occidentale, che sono stati usati in ricerche sui cambiamenti climatici. Briffa è stato autore o coautore di numerose pubblicazioni, di cui un libro, una monografia, una ventina di sezioni di libri e un centinaio di articoli.
Briffa è morto di cancro a 64 anni. Era sposato con una collega climatologa, Sarah Raper, da cui ha avuto due figlie.

## Pubblicazioni

### Libri
- P.D. Jones, A.E.G. Ogilvie, T.D. Davies, K.R. Briffa, Climate and Climate Impacts: The Last 1000 Years, Kluwer/Plenum, 2001

### Monografie
- P.D. Jones, T.M.L. Wigley, K.R. Briffa, Monthly mean pressure reconstructions for Europe (Back to 1780) and North America (to 1858), US Dept of Energy Carbon Dioxide Research Division, 1987

### Articoli principali
- Briffa, K.R., Annual climate variability in the Holocene: interpreting the message of ancient trees, Quaternary Science Reviews, 2000, 19 (1–5): 87–105.
- Briffa K.R.; et al. (2001), Low-frequency temperature variations from a northern tree ring density network, Journal of Geophysical Research, 2001
- Briffa K.R.; et al., Unusual twentieth-century summer warmth in a 1,000-year temperature record from Siberia, Nature, 2002, 376 (6536): 156–9.
- Osborn T.J. and K.R. Briffa, The spatial extent of 20th-century warmth in the context of the past 1200 years, Science, 2006, 311 (5762): 841–4.
- Briffa K.R.; et al., Trends in recent temperature and radial tree growth spanning 2000 years across northwest Eurasia, Philosophical  Transactions of the Royal Society B, 2008, 363 (1501): 2269–82.
- Briffa K.R.; et al., Reassessing the evidence for tree-growth and inferred temperature change during the Common Era in Yamalia, northwest Siberia, Quaternary Science Reviews, 2013, 72: p. 83–107.